# Métro léger de Duisbourg
Le métro léger (ou Stadtbahn) de Duisbourg est un réseau de métro léger qui dessert la ville allemande de Duisbourg. Il est accompagné par un réseau de tramway.

## Réseau actuel

### Aperçu actuel
| Ligne | Trajet |
| ----- | --- |
| U79   | Meiderich Süd Bf – Duisburg Hbf – König-Heinrich-Platz – Grunewald – DU-Kesselsberg – D-Wittlaer – Kaiserswerth – Heinrich-Heine-Allee – Düsseldorf Hbf – Oberbilk S/Philipshalle – Kaiserslauterner Straße – Universität Ost/Botanischer Garten |
| 901   | Obermarxloh Schleife – Marxloh Pollmann – Beeck Denkmal – Laar Kirche – Ruhrort Bf – König-Heinrich-Platz – Duisburg Hbf – Zoo/Uni – Mülheim-Speldorf – Mülheim (Ruhr) Hbf                                                                       |
| 903   | Dinslaken Bf – Du-Walsum – Marxloh Pollmann – Hamborn Rathaus – Meiderich Süd Bf – Duisburg Hbf – König-Heinrich-Platz – Hochfeld Süd Bf – Wanheimerort – Hüttenheim Schleife                                                                    |

### Matériel roulant
Fin 2017, une commande de 47 tramways Bombardier Flexity Classic est passé. Les rames de 3 caisses feront 34 mètres de long pour 2,3 mètres de large avec un plancher bas à 70%. Les livraisons se dérouleront de fin 2019 à 2023.